# 张奚若 (变节者)

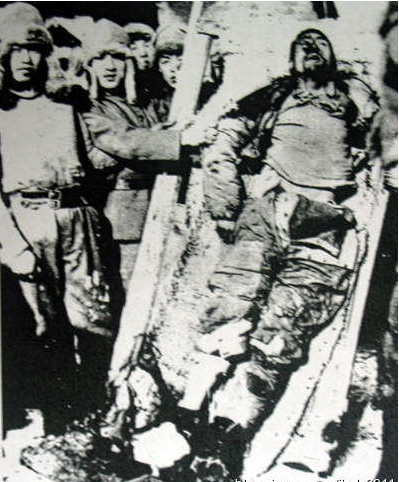
站在杨靖宇尸体旁的张奚若（左二）和张秀峰（左一）

张奚若，辽宁本溪人，原东北抗日联军第一军一师师部机枪连的机枪射手，1938年6月随程斌叛变，成为程斌讨伐队的机枪手。1940年2月23日，张奚若奉日军指挥官的命令枪杀了杨靖宇，次日又参与铡掉了杨的头颅。

## 生平
张奚若原籍辽宁本溪，1935年6月加入东北抗日联军，后成为抗联一军一师师部机枪连的机枪射手。1938年6月，他随时任抗联一军一师师长程斌投降叛变。在日军随后的归顺整训中，他曾获得特等射手称号。1940年1月9日，他在濛江县错草顶子围剿抗联的战争中中弹受伤（有观点说是杨靖宇所伤），被送到沈阳治疗一个多月，后于2月21日返回濛江。
1940年2月23日，张奚若与白万仁（副射手）和王佐华（弹药手）被日军编入第一批快速挺进队，对杨靖宇展开“最后的围剿”。杨靖宇被包围后，日军对他劝降无果。此后，张奚若在日本指挥官的命令下，将杨靖宇击毙。在当晚的庆功宴上，张奚若称：“正当杨靖宇抬起腿将要跑的一霎那，我一个点射，齐刷刷地都给他点在这儿上了（指胸口）……”。日军为他击毙杨靖宇给予他与程斌一样高的最高奖（勋五位）。次日，张奚若、白万仁（执刀）、王佐华三人奉岸谷隆一郎和程斌之命，用铡刀铡下杨靖宇的头颅。
日本投降后，张奚若、白万仁、王佐华三人达成同盟，统一口供说杨靖宇是自杀，非他所杀。白万仁和王佐华两人在坐牢期间曾为立功赎罪揭露是张奚若杀死杨靖宇。但由于当时杨靖宇自杀的说法被广为相信，张奚若因此仅在文化大革命期间坐了两年牢后就被释放。1983年夏天，张秀峰在接受采访时称：“杨靖宇是被张奚若打死的，这个绝对不会错。”据《满洲国治安小史》记载，“西谷一声令下‘打死他’，随着机枪射手勾动了扳机，杨倒下了。”1983年夏，张奚若曾接受记者采访，但仍矢口否认杨靖宇是他所杀。